# Потрійний стрибок
|                                                                                                |  |  |
| Ювілейна монета НБУ «Потрійний стрибок», присвячена проведенню XXVII літніх Олімпійських ігор. |  |  |

Потрі́йний стрибо́к — складна легкоатлетична вправа, яка має три послідовно виконувані стрибки — скакання, крок і стрибок. Відштовхнувшись від планки, спортсмен приземляється на ту ж саму ногу (скакання), далі відштовхнувшись цією ж ногою, приземляється на другу (крок), і далі, відштовхнувшись, робить приземлення в яму з піском на дві ноги (стрибок).
Результат у потрійному стрибку залежить від горизонтальної швидкості під час розбігу, кута і висоти ЗЦМТ після кожного відштовхування, оптимального співвідношення довжини окремих частин стрибка і технічної підготовленості стрибуна. Швидкість розбігу у провідних спортсменів становить 10—10,5 м/с. Кути вильоту ЗЦМТ становить 17°, 15° і 18° відповідно (скакання, крок, стрибок). Співвідношення довжини окремих частин стрибка перебувають у межах 38; 29,5 і 32,5 відсотки. Залежно від індивідуальних особливостей параметри виконання рухових дій можуть видозмінюватись.
Так, у початківців довжина розбігу становить 25—30 м або 13—16 кроків, у кваліфікованих стрибунів — 40—43 м або 19—22 кроки. Завдання у розбігу — набрати максимальну швидкість перед відштовхуванням. Розбіг може бути виконаний з місця або з деякого відбігання. Підвищенням швидкості розбігу збільшується початкова швидкість вильоту стрибуна, а значить, і дальність стрибка. Швидкість наприкінці розбігу зростає внаслідок збільшення довжини та темпу кроків. Характерна для розбігу в потрійному стрибку є відсутність попередньої підготовки до відштовхування, а довжина останніх кроків не змінюється, що забезпечує збереження швидкості розбігу перед відштовхуванням.
У потрійному стрибку атлет ставить ногу на місце відштовхування з передньої частини стопи під кутом 70° з дещо більшою амортизацією, а тулуб зберігає невеликий нахил вперед, що сприяє в «скаканні» більшому просуванню ЗЦМТ вперед, ніж вгору. На думку В. А. Креєра, В. Б. Попова, зв'язок «скакання» з «кроком» характеризує рівень спеціальної підготовки стрибуна і є найвідповідальнішим фактором підготовки стрибуна до високих спортивних результатів. Кут відштовхування при «скаканні» становить 60—65° при незначному куті вильоту. Це не дає підстави вважати перше відштовхування механічним пробіганням.

## Чільна десятка стрибунів усіх часів

### Чоловіки
Станом на липень 2021
| Місце | Відстань | Спортсмен           | Країна          | Дата           | Місце        |
| ----- | -------- | ------------------- | --------------- | -------------- | ------------ |
| 1.    | 18,29    | Джонатан Едвардс    | Велика Британія | 07 серпня 1995 | Гетеборг     |
| 2.    | 18,21    | Крістіан Тейлор     | США             | 27 серпня 2015 | Пекін        |
| 3.    | 18,14    | Вілл Клей           | США             | 29 червня 2019 | Лонг-Біч     |
| 4.    | 18,09    | Кенні Гаррісон      | США             | 27 липня 1996  | Атланта      |
| 5.    | 18,08    | Педро Пічардо       | Куба            | 28 травня 2015 | Гавана       |
| 6.    | 18,04    | Тедді Тамґо         | Франція         | 18 серпня 2013 | Москва       |
| 7.    | 17,97    | Віллі Бенкс         | США             | 16 червня 1985 | Індіанаполіс |
| 8.    | 17,92    | Христо Марков       | Болгарія        | 31 серпня 1987 | Рим          |
| 8.    | 17,92    | Джеймс Бекфорд      | Ямайка          | 20 травня 1995 | Одесса       |
| 10.   | 17,90    | Володимир Іноземцев | СРСР            | 20 червня 1990 | Братислава   |
| 10.   | 17,90    | Жадел Грегоріу      | Бразилія        | 20 травня 2007 | Белен        |

### Жінки
Станом на серпень 2021
| Місце | Відстань | Спортсменка      | Країна    | Дата            | Місце    |
| ----- | -------- | ---------------- | --------- | --------------- | -------- |
| 1.    | 15,67    | Юлімар Рохас     | Венесуела | 01 серпня 2021  | Токіо    |
| 2.    | 15,50    | Інеса Кравець    | Україна   | 10 серпня 1995  | Гетеборг |
| 3.    | 15,39    | Франсуаз Мбанґо  | Камерун   | 17 серпня 2008  | Пекін    |
| 4.    | 15,34    | Тетяна Лебедєва  | Росія     | 04 липня 2004   | Іракліон |
| 5.    | 15,32    | Хрисопії Деветзі | Греція    | 21 серпня 2004  | Афіни    |
| 6.    | 15,31    | Катерін Ібаргуен | Колумбія  | 18 липня 2014   | Монако   |
| 7.    | 15,29    | Яміле Альдама    | Куба      | 11 липня 2003   | Рим      |
| 8.    | 15,28    | Яргеліс Савіньє  | Куба      | 31 серпня 2007  | Осака    |
| 9.    | 15,25    | Ольга Рипакова   | Казахстан | 04 вересня 2010 | Спліт    |
| 10.   | 15,20    | Шарка Кашпаркова | Чехія     | 04 серпня 1997  | Афіни    |
| 10.   | 15,20    | Тереза Марінова  | Болгарія  | 24 вересня 2000 | Сідней   |

## Техніка стрибка
Підготовка до наступного відштовхування проводиться в останній третині польоту з великою активністю, створюючи визначений ритм відштовхування і стрибка в цілому. Цей ритм складається з довгого зльоту у положенні «кроку», енергійного виносу поштовхової ноги для підготовки повторного відштовхування та опускання поштовхової ноги зі загрібанням, з пружним її ставленням, поступальним і довгим відштовхуванням у поєднанні з маховими рухами.
Такий характер підготовчих дій (замах, опускання поштовхової ноги із зустрічними маховими рухами ногою і руками) дозволяє стрибуну: а) надати нозі необхідної швидкості кутового переміщення щодо тіла і за найменшої амплітуди; б) досягнути цілісності та активності при переході від польотної до опорної фази; в) не допустити перевантаження опорної ноги та розвинути більше зусилля для пересування вперед по всій амплітуді відштовхування.
У другому відштовхуванні нога ставиться на всю стопу більш випрямленою і з більшим нахилом до доріжки. У зв'язку з необхідністю зміни направлення руху тіла на 32—34° (сума кутів при опусканні й вильоту) навантаження на м'язи й суглоби досягає найбільшої величини. Надмірне згинання в кульшовому та колінному суглобах негативно впливає на досягнення висоти та довжини «кроку».
Після другого відштовхування і вильоту в «кроці» стрибун приймає вихідне положення для наступного відштовхування, піднімаючи махову ногу і відводячи назад поштовхову. Кут розведення стегон на момент замаху досягає найбільшої амплітуди (100—105°). Опускання поштовхової ноги проводиться таким же рухом зі загрібанням як і в «скаканні» одночасно з зустрічним швидким і за широкою амплітудою рухом махової ноги та рук. Це сприяє збільшенню потужності поштовху і зберіганню стійкої рівноваги в польоті. Після відриву від опори стрибун займає характерне положення у «кроці», коли зігнута махова нога попереду, а поштовхова позаду. Перед приземленням стрибун розгинає махову ногу, готуючись до приземлення, а руки відводить назад. В останньому відштовхуванні нога ставиться на всю стопу майже випрямленою під кутом 65°, тіло — у вертикальному положенні або дещо нахилено вперед. Великий нахил тулуба вперед приводить до втрати рівноваги. Завдання в останньому відштовхуванні — не втратити поступальної швидкості.
Рухи у стрибку майже не відрізняються від стрибка в довжину з незначного розбігу. Стрибуни виконують політ у «кроці» з витягнутими вгору руками, а потім зводять ступні ніг і готуються до приземлення. Деякі стрибуни використовують спосіб «прогнувшись». Після зведення стоп обидві ноги утримуються разом високо і далеко спереду тулуба. У зв'язку зі зниженням швидкості доцільно одразу після торкання піску, м'яко згинаючи коліна, активно рухатися вперед через сильно зігнуті ноги.
У стрибках як засоби загальної фізичної підготовки використовуються: довготривалий рівномірний біг помірної інтенсивності, кросовий біг, пересування на лижах, плавання, веслування, різноманітні рухливі та спортивні ігри (для розвитку загальної витривалості); вправи без предметів, з різними обтяженнями, елементи акробатики й гімнастики (для опорно-рухового апарату і силової підготовки); спортивні ігри, гімнастичні та акробатичні вправи (для покращення спритності та координації рухів).
Загальнорозвивальні вправи виконуються в різних вихідних положеннях (стоячи, сидячи, лежачи), на місці, в русі, з нахилами, поворотами, шляхом махових рухів, зі згинанням і розгинанням, з предметами та партнерами. Крім того, ці вправи можуть мати вибірковий вплив на окремі м'язові групи або частини тіла.
Для покращення спеціальної фізичної та технічної підготовки використовуються основні та спеціальні вправи: швидкісно-силові, бігові та стрибкові. Ці вправи можуть використовуватися з подоланням власної ваги, різними додатковими обтяженнями, з використанням дії зовнішнього середовища, з подоланням зовнішнього опору.